# Operación Limpieza
L'Operación Limpieza (opération Propreté) est une opération des bureaux du procureur général de la république du Mexique, poste détenu par Eduardo Medina Mora. Mise en œuvre fin 2008, elle a permis l'arrestation de nombreux fonctionnaires corrompus par les cartels de la drogue, y compris au sein du SIEDO (Subprocuraduría de Investigación Especializada en Delincuencia Organizada), spécialisé dans la lutte contre les trafiquants de stupéfiants et placé sous l'autorité du secrétaire à la Sécurité publique Genaro García Luna. Fin février 2009, le ministre Medina Mora annonçait que 25 hauts fonctionnaires avaient été inculpés dans le cadre de cette enquête, dont le chef du SIEDO lui-même .

## Enquête
L'enquête commença en septembre 2007, à l'instigation d'un agent du FBI autorisé à enquêter au Mexique sur le trafic de stupéfiants. Celui-ci s'appuya sur les révélations d'un témoin protégé, réfugié au consulat du Mexique à Washington D.C., qui avait infiltré l'ambassade des États-Unis afin de transmettre les informations de la DEA au cartel de Sinaloa.
En août 2008, Fernando Rivera Hernández, directeur du renseignement à la coordination technique du SIEDO, fut ainsi arrêté avec quatre autres fonctionnaires, dont les enquêteurs Antonio Mejía et Alberto Zavala. Coordonnant les opérations anti-stup du procureur général de la République et du secrétariat à la Défense nationale (SEDENA), il était accusé d'être payé par les frères Beltrán Leyva, qui avaient récemment pris leur autonomie à l'égard du cartel de Sinaloa. Ces fonctionnaires, dont certains ex-membres de l'unité d'élite des Grupos Aeromóviles de Fuerzas Especiales (dont Fernando Rivera, Roberto García García et Milton Carlos Cilia Pérez) , recevaient entre 150 000 et 450 000 dollars par mois des Beltrán Leyva. Noé Ramírez Mandujano, chef du SIEDO, fut interpellé à la suite de cette enquête, ainsi que Miguel Colorado González, coordinateur technique général du SIEDO.
À la suite de ces arrestations, un certain nombre d'agents, y compris au sein de l'Agence fédérale d'investigations (AFI), désertèrent leurs postes par crainte des retombées de l'enquête . D'autres, comme Jorge Alberto Zavala Segovia, furent incarcérés, après avoir été inculpés pour collusion avec le crime organisé.
L'enquête révéla qu'outre le cartel de Sinaloa, le cartel du Golfe avait aussi corrompu plusieurs hauts fonctionnaires. Les cartels avaient infiltré non seulement le SIEDO, mais également Interpol Mexique et l'ambassade des États-Unis .
En juin 2009, Moisés Minutti Mioni, gérant du service clientèle de l'entreprise téléphonique Nextel, fut incarcéré à la suite de l'Opération Propreté, accusé de délivrer des lignes téléphoniques non enregistrées à des hommes du cartel de Sinaloa.